# Orquesta Sinfónica Performática
La Orquesta sinfónica performática es regentado por la Casa de la Cultura Núcleo del Guayas, fue fundada en el año 2017, y tiene como sede La casa de la Cultura.
nació como un proyecto de la Universidad de las Artes, esta orquesta busca mezclar la música académica con otras disciplinas artísticas. Al ser una orquesta perfomática desarrollan música a límites fuera de la música clásica razón por cual su repertorio tienen una variedad de géneros como el pasillo, pasacalle y cumbia.  

## Directores
su Director Ejecutivo fue el gestor cultural Máximo Alexander Valverde Erazo, quien coordinó a a través de la Casa de la Cultura Núcleo del Guayas y la Fundación Soledad Rodríguez un convenio para que el proyecto funcione bajo el auspicio de esta institución.
El director de orquesta es el ecuatoriano Luis López.